# Лэпин
Лэпи́н (кит. упр. 乐平, пиньинь Lèpíng) — городской уезд городского округа Цзиндэчжэнь провинции Цзянси (КНР).

## История
Уезд Лэпин (乐平县) был создан ещё в 178 году, во времена империи Хань. В 195 году он был переименован в Лэань (乐安县). В Эпоху Южных и Северных династий уезд Лэань был в 560 году присоединён к уезду Поян.
Во времена империи Суй в этих местах в 581 году был создан уезд Иньчэн (银城县), но уже в 591 году он вновь был присоединён к уезду Поян.
Во времена империи Тан в 621 году опять был создан уезд Лэпин, но уже в 626 году он снова был присоединён к уезду Поян. В 716 году уезд Лэпин был образован опять. В 740 году северо-восточные земли уезда были переданы в состав нового уезда Уюань, а во времена Южной Тан в 938 году из уезда Лэпин был выделен уезд Дэсин. После монгольского завоевания и образования империи Юань уезд был в 1295 году поднят в статусе до области, но после свержения власти монголов и образования империи Мин область была вновь понижена в статусе до уезда. В 1512 году часть земель уезда была передана в состав нового уезда Ваньнянь.
После образования КНР был создан Специальный район Лэпин (乐平专区), и уезд вошёл в его состав. В 1950 году Специальный район Лэпин был переименован в Специальный район Фулян (浮梁专区).
8 октября 1952 года Специальный район Шанжао (上饶专区) и Специальный район Фулян были объединены в Специальный район Интань (鹰潭专区). 6 декабря 1952 года власти специального района переехали из Интаня в Шанжао, и Специальный район Интань был переименован в Специальный район Шанжао.
В 1970 году Специальный район Шанжао был переименован в Округ Шанжао (上饶地区).
В июле 1983 года постановлением Госсовета КНР уезд Лэпин был передан из состава округа Шанжао под юрисдикцию Цзиндэчжэня.
Постановлением Госсовета КНР от 21 сентября 1992 года уезд Лэпин был преобразован в городской уезд.

## Административное деление
Городской уезд делится на 2 уличных комитета, 14 посёлков и 2 волости.

## Культура
В Театре культурного центра уезда Лэпин показывают постановки цзянсийской оперы, также известной как «ганьцзюй».